# Dwór w Brodowicach
Dwór w Brodowicach –zabytkowy dwór wybudowany w miejscowości Brodowice.
Piętrowy dwór wybudowany na planie prostokąta, kryty dachem dwuspadowym, od frontu dwupiętrowy ryzalit, zwieńczony dachem dwuspadowym.